# آسوکا فوجیوارا

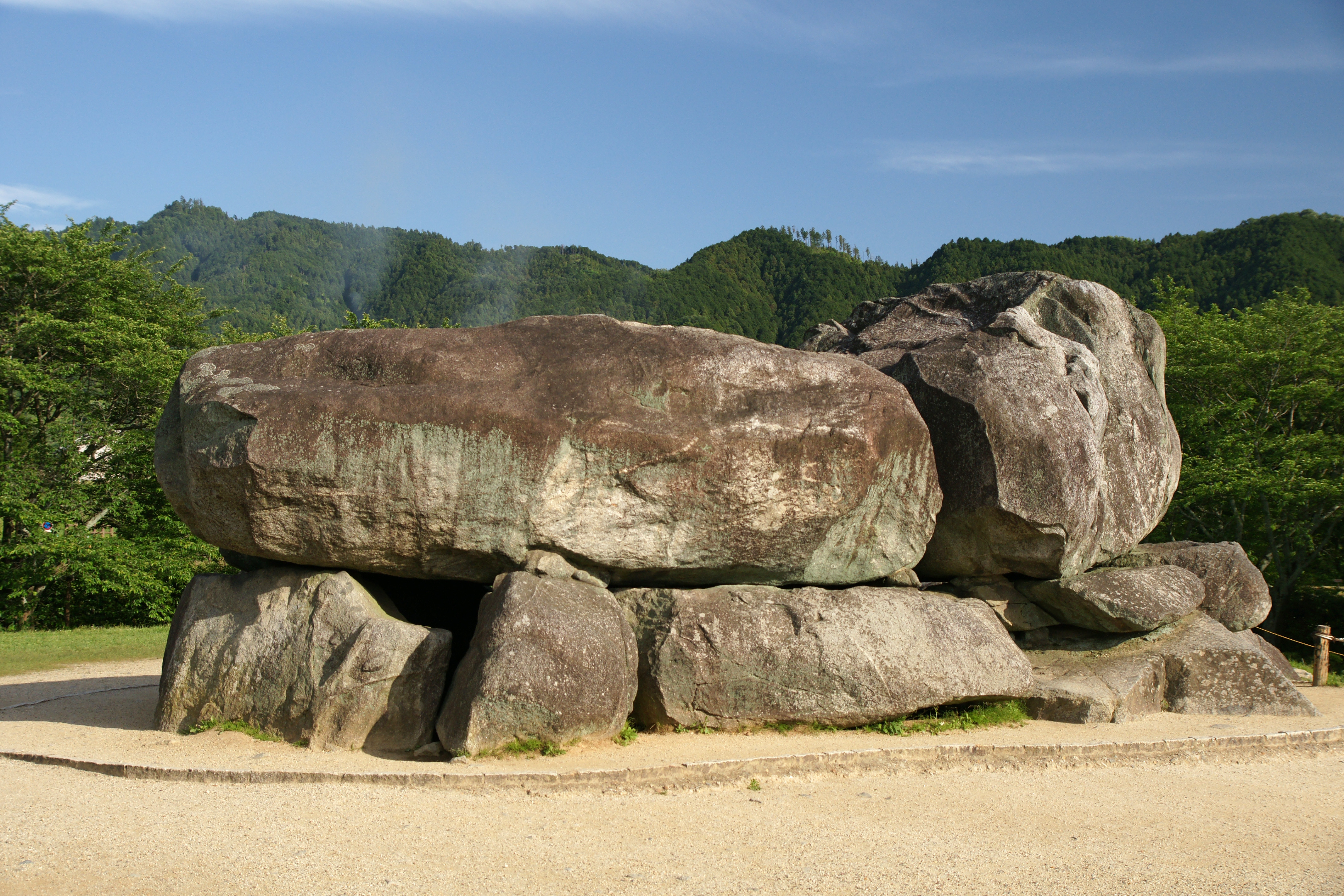
ایشیبوتای کوفون

آسوکا فوجیوارا: سایت‌های باستان‌شناسی آسوکا فوجیوارا، پایتخت‌های باستانی ژاپن مجموعه ای از مکانهای باستان‌شناسی از پایتختهای آسوکا و فوجیوارا، استان نارا، ژاپن در اواخر قرن ششم تا اوایل قرن هشتم و اطراف آن است. در سال ۲۰۰۷، بیست و هشت سایت به‌طور مشترک برای ثبت در فهرست میراث جهانی یونسکو تحت II, III, IV, V، VI ارسال شد در حال حاضر، در فهرست آزمایشی ذکر شده‌است.
از سال ۲۰۱۱، از چشم‌انداز فرهنگی آسوکا هینترلند به عنوان یکی از مناظر فرهنگی ژاپن محافظت شده‌است. مساحت ۶۰ هکتار نیز در داخل پارک ملی دولت ملی آسوکا محافظت می‌شود. آثار مرتبط با میراث در موزه تاریخی آسوکا نگهداری می‌شود.

## سایت‌ها

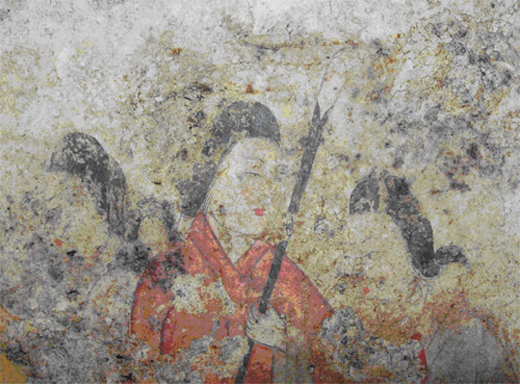
مقبره تاکاماتسوزوکا
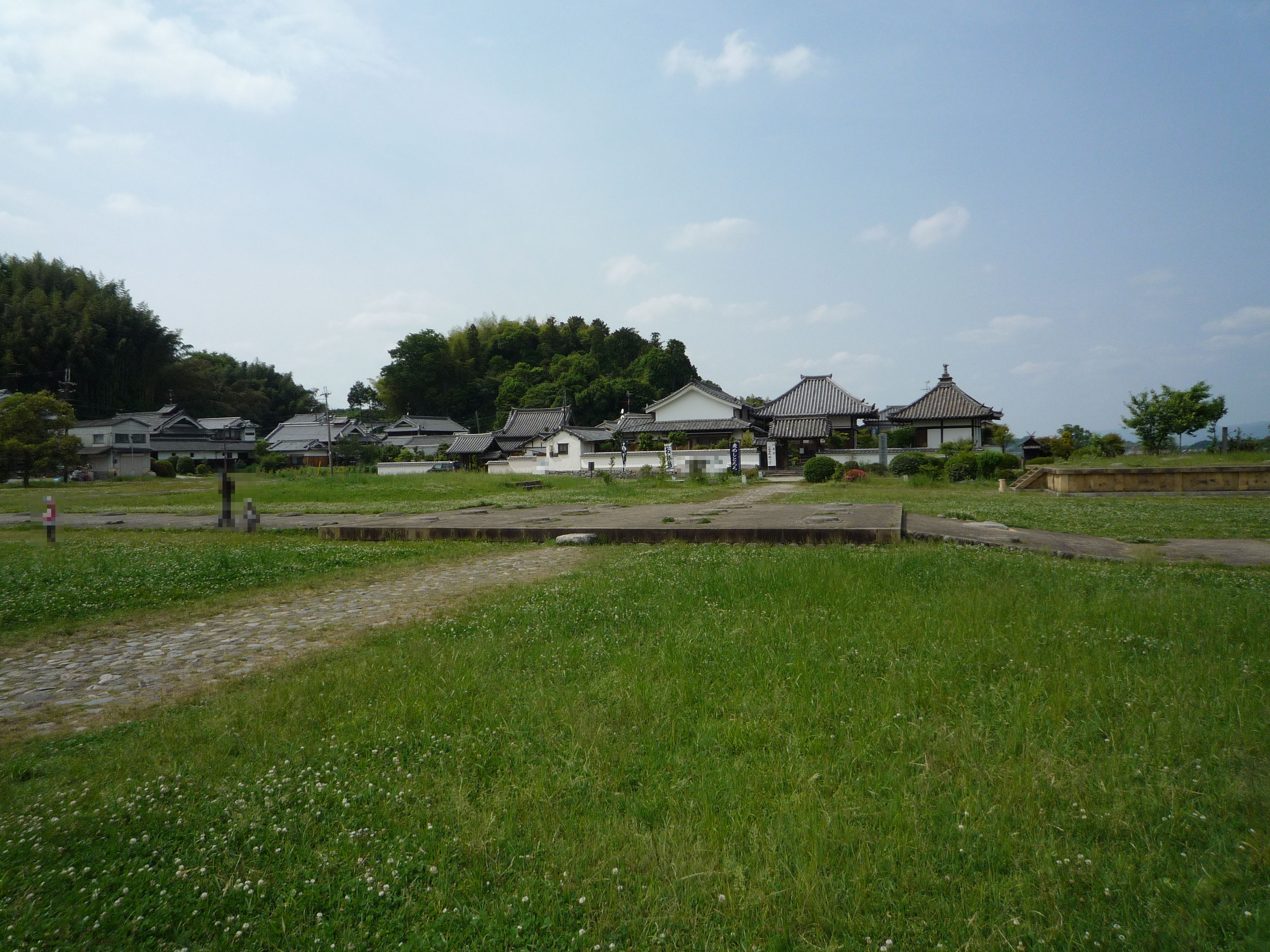
سایت کاوارا درا
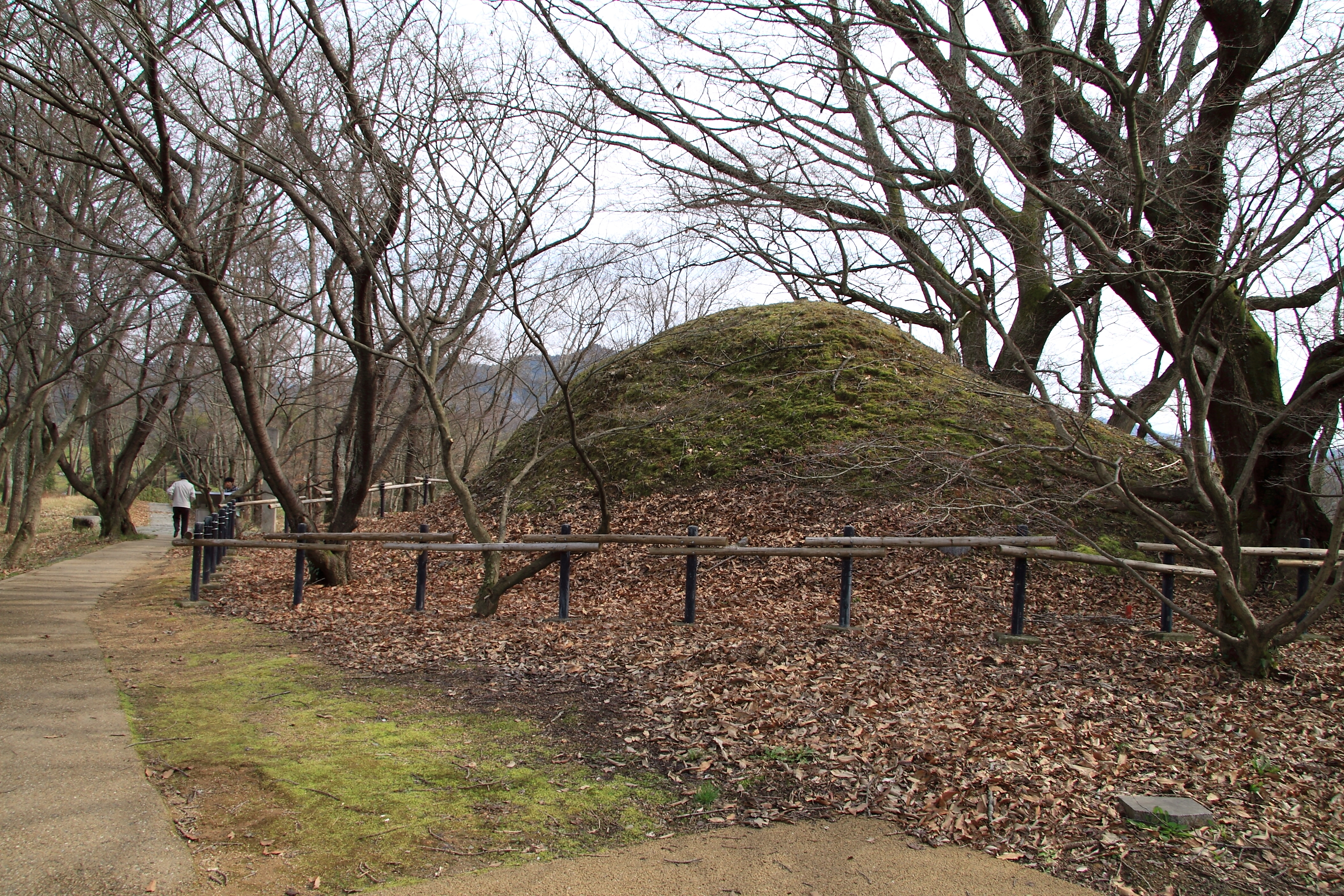
ناکویاما کوفون
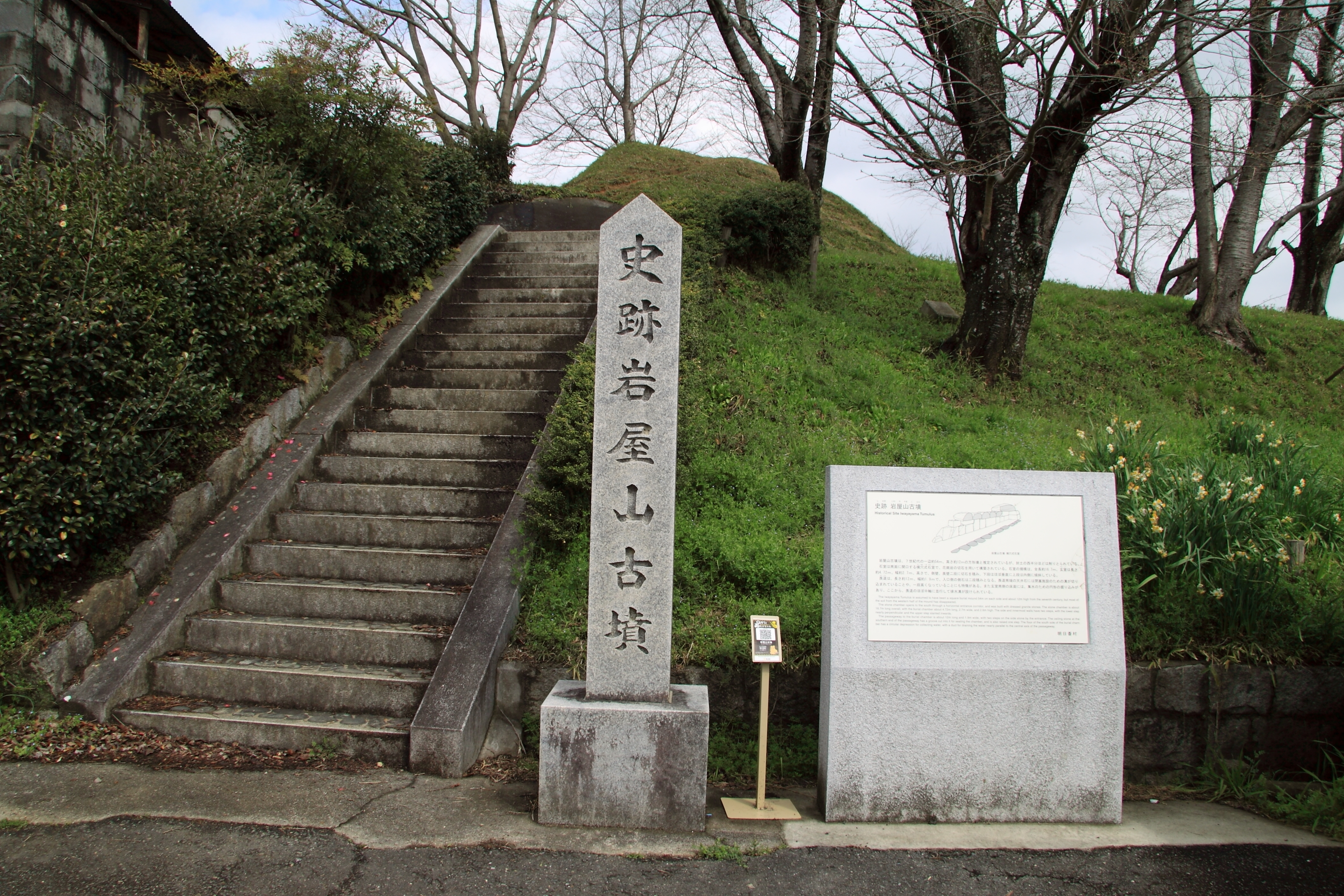
ایویایاما کوفون
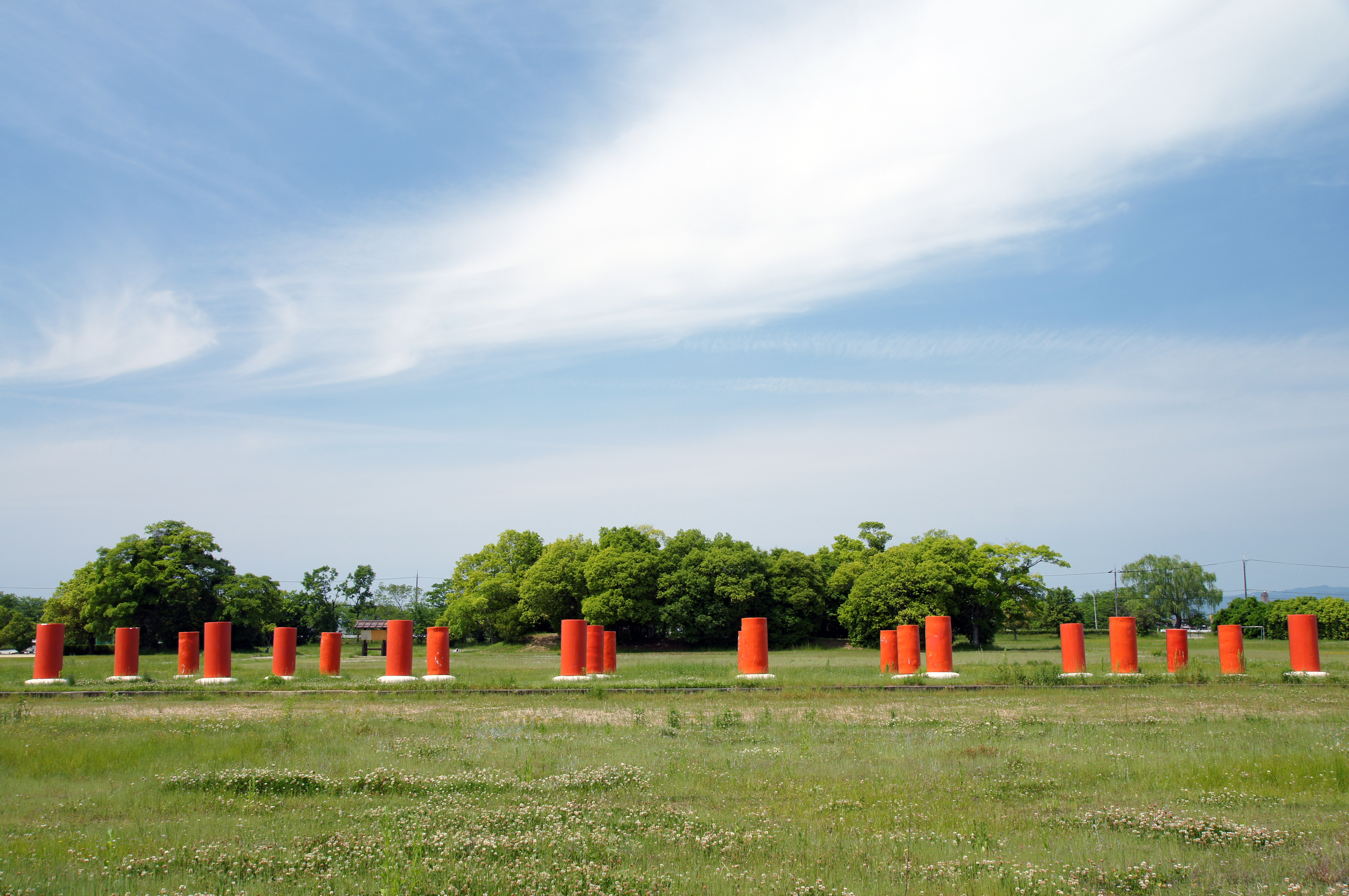
فوجیوارا-کیو